# John Landquists pris

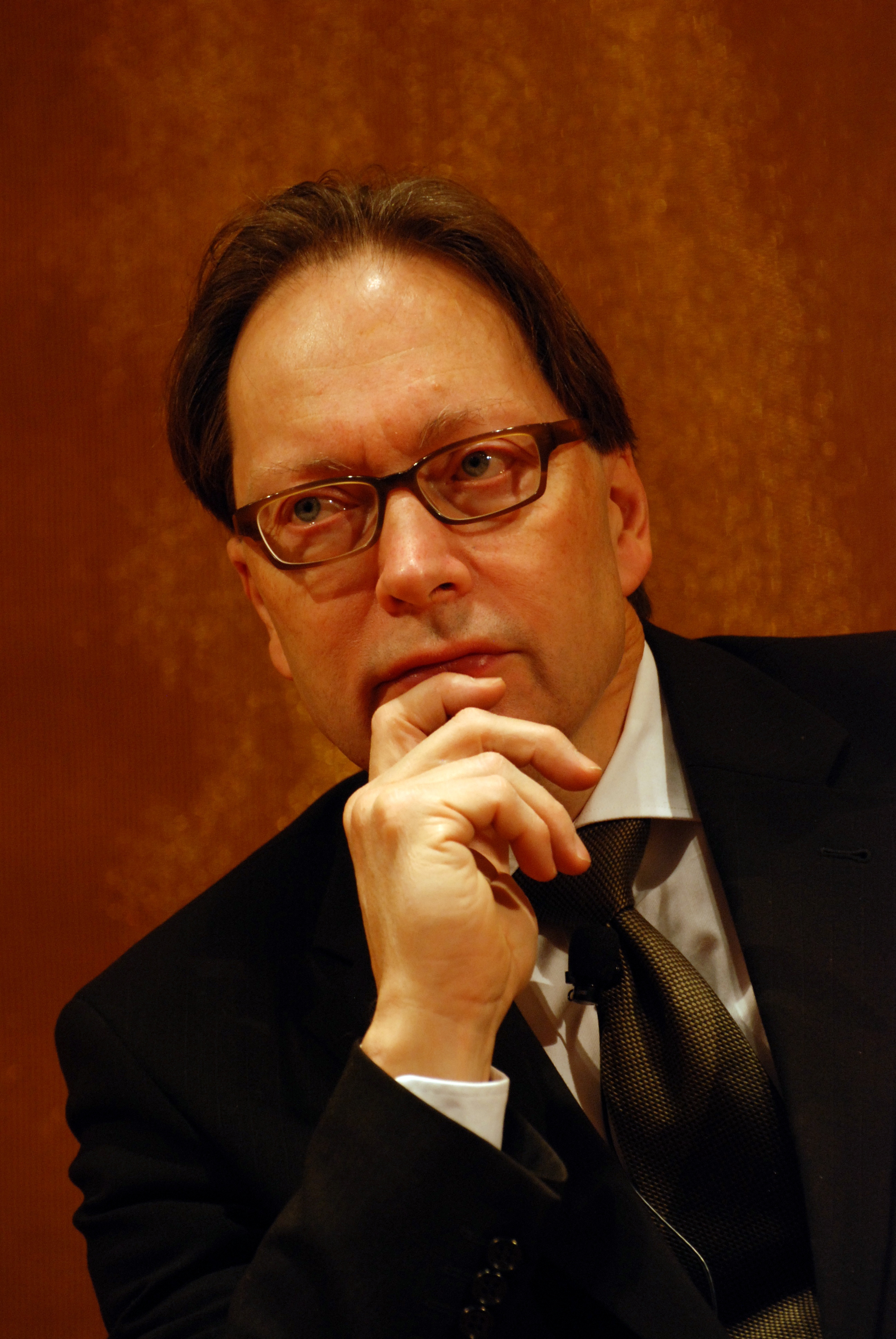
Horace Engdahl pristagare 1994

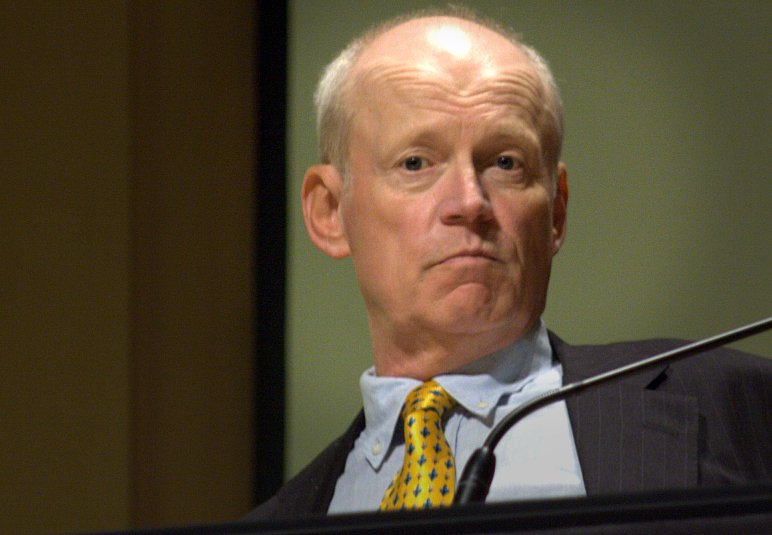
Göran Hägg pristagare 2004

John Landquists pris var ett svenskt pris som årligen utdelas av Samfundet De Nio till en särskilt förtjänt essäist, idéhistoriker eller kritiker. Priset var på 200 000 kronor (2019) och instiftades 1991 till minne av litteraturkritikern John Landquist.
Priset ersattes 2021 av Inge Jonssons pris.

## Pristagare
- 1991 – Madeleine Gustafsson
- 1993 – Bengt Anderberg
- 1994 – Horace Engdahl
- 1995 – Anders Cullhed
- 1996 – Knut Ahnlund
- 1997 – Anders Olsson
- 1998 – Anders Ehnmark
- 1999 – Svante Nordin
- 2000 – Michael Nordberg
- 2001 – Tore Frängsmyr
- 2002 – Nathan Shachar
- 2003 – Johan Asplund
- 2004 – Göran Hägg
- 2005 – Lars Lönnroth
- 2006 – Anders Piltz
- 2007 – Bengt Jangfeldt och Bengt af Klintberg
- 2008 – Lars Gustafsson och Gunnar D. Hansson
- 2009 – Ola Larsmo
- 2010 – Lisbeth Larsson och Ingemar Nilsson
- 2011 – Bengt Landgren och Henrik Berggren
- 2012 – Fredrik Sjöberg
- 2013 – Martin Kylhammar
- 2014 – Hans Henrik Brummer och Carl-Johan Malmberg
- 2015 – Lars Kleberg och Arne Melberg
- 2016 – Nils Uddenberg
- 2017 – Gunnar Wetterberg
- 2018 – Jens Liljestrand
- 2019 – Ulrika Milles, Per Rydén och Jenny Westerström
- 2020 – Ernst Brunner